# 전상운
전상운(全相運, 1928년 11월 21일~2018년 1월 15일)은 대한민국의 역사학자이며 대학교 교수, 대학교 총장, 저술가이다. 한국과학사 연구의 선구자로 불리며, 한국 과학문화재의 연구 및 과학사 저술에 다수의 업적을 남겼다. 본관은 천안(天安)이다.

## 생애
강원도 원산에서 태어났다. 한국전쟁 때에 월남하여 서울대학교 화학과에 진학 후, 1956년에 이학사 학위를 받았다. 동 대학원 사학과를 거쳐 1977년 일본 교토 대학교 사학과에서 박사학위를 받았다.
1965년부터 1985년까지 성신여자대학교 화학과 교수로 재직하였고, 1985년에서 1989년까지 동대학 총장, 1992년부터 1996년까지 학교법인 성신학원 이사장직을 맡았다. 1981년 이후로 대한민국 문화재위원회 위원, 같은 해인 1981년부터 1985년까지 과학기술처 정책자문위원으로 활동하였고, 1982년부터 1984년까지 한국과학사학회 회장을 역임하였다.
1966년에 처음 출간한 《한국과학기술사》가 대표적인 저술로 손꼽힌다.

## 수상 경력
- 한국출판문화상 저작상(1966)[6]
- 국민포상(1972)
- 과학기술상 (과학기술처장관상,1973)
- 외솔상(1979)
- 국민훈장 동백장(1982)
- 위암장지연상(2000)
- 세종문화상(학술부문, 2001)
- 대한민국 문화유산상(2004)

## 저서
- 《韓國科學技術史》, 科學世界社, 1966
- 《韓國의 古代科學 : 靑銅器에서 瞻星臺까지》, 探求堂, 1972
- 《잃어버린 章》, 電波科學社, 1974
- 《韓国科学技術史》, 高麗書林, 1978
- 《우리 과학 문화재의 한길에 서서》, 사이언스북스, 2016
- 《科學의 歷史》, 産學社, 1983
- 《세종 시대의 과학》, 세종대왕기념사업회, 1986
- 《한국의 과학문화재》, 정음사, 1987
- 《시간과 시계 그리고 역사 : 우리 시계 이야기》, 월간시계사, 1994
- 《한국과학사의 새로운 이해》,	연세대학교출판부, 1998
- 《한국의 과학사》, 세종대왕기념사업회, 2000
- 《(재미있는)한국 과학사 이야기(1-3)》, 스포츠서울, 1990
- 전상운 글 이상규 그림, 《(우리 과학 이야기) 돌도끼에서 우리별 3호까지》, 대한교과서, 2008